# Grabovac (żupania karlowacka)
Grabovac – wieś w Chorwacji, w żupanii karlowackiej, w gminie Rakovica. W 2011 roku liczyła 267 mieszkańców.